# Wybory generalne w Republice Chińskiej w 2016 roku
Wybory generalne odbyły się w Republice Chińskiej w sobotę 16 stycznia 2016 roku. Wyłoniły 14. prezydenta i wiceprezydenta Republiki Chińskiej oraz 113 członków 9. Yuanu Ustawodawczego. Nowym prezydentem została wybrana Tsai Ing-wen z Demokratycznej Partii Postępowej, która zdobyła także większość w wyborach parlamentarnych umożliwiającą samodzielne rządzenie.
Każdy kandydat na prezydenta musiał kandydować razem z wyznaczonym przez siebie kandydatem na wiceprezydenta. Pierwszy raz w historii żaden kandydat na prezydenta nie należał do tej samej partii co wyznaczony przez siebie kandydat na wiceprezydenta. Ponieważ dotychczasowy prezydent Ma Ying-jeou sprawował urząd przez dwie kadencje, zgodnie z konstytucją nie mógł się ubiegać o reelekcję. Były to szóste wybory prezydenckie, w których obywatele Republiki Chińskiej wybierali prezydenta i wiceprezydenta bezpośrednio. Wcześniej odbywało się to za pośrednictwem Zgromadzenia Narodowego.
113 członków Yuanu Ustawodawczego zostało wybranych w systemie równoległym i First Past the Post. Odgórnie ustalony podział mandatów przedstawia się następująco:
- 73 członków wybieranych jest według ordynacji większościowej w wyborach powszechnych w całym kraju.
- 34 członków wybieranych jest według ordynacji proporcjonalnej z zamkniętych list partyjnych.
- 6 członków ma z założenia reprezentować mniejszość aborygeńską i wybierana jest z osobnych list. Wyborcy, którzy głosują na aborygeńskich kandydatów nie mogą głosować na kandydatów z pozostałych list. Istnieją dwie listy aborygeńskie
  - 3 członków reprezentuje Aborygenów z gór i wyżyn (Gaoshan)
  - 3 członków reprezentuje Aborygenów z równin i nizin (Pingpu)

W wyborach parlamentarnych w 2016 roku było 556 kandydatów, co jest rekordem historycznym Republiki Chińskiej.
Frekwencja wyborcza wyniosła 66.27% i była najniższą frekwencją w wyborach prezydenckich, jaką odnotowano do tej pory w Republice Chińskiej.

## Wyniki

### Yuan Ustawodawczy

Rozkład miejsc w Yuanie Ustawodawczym
Demokratyczna Partia Postępowa
Partia Nowej Siły
Kuomintang
Partia Najpierw Naród
Bezpartyjna Unia Solidarności
Niezrzeszeni

| Partia                                        | W ordynacji większościowej | W ordynacji większościowej | W ordynacji większościowej | W ordynacji proporcjonalnej | W ordynacji proporcjonalnej | W ordynacji proporcjonalnej | Aborygeni z równin | Aborygeni z równin | Aborygeni z równin | Aborygeni z gór | Aborygeni z gór | Aborygeni z gór | Miejsca Razem | Zmiana |
| Partia                                        | głosy                      | %                          | Miejsca                    | głosy                       | %                           | Miejsca                     | głosy              | %                  | Miejsca            | głosy           | %               | Miejsca         | Miejsca Razem | Zmiana |
| --------------------------------------------- | -------------------------- | -------------------------- | -------------------------- | --------------------------- | --------------------------- | --------------------------- | ------------------ | ------------------ | ------------------ | --------------- | --------------- | --------------- | ------------- | ------ |
| Demokratyczna Partia Postępowa                | 5 382 949                  | 45,08%                     | 49                         | 5 370 953                   | 44,04%                      | 18                          | 17 052             | 18,02%             | 1                  | 16 658          | 14,75%          | 0               | 68            | 28     |
| Kuomintang                                    | 4 622 756                  | 38,71%                     | 20                         | 3 280 949                   | 26,90%                      | 11                          | 55 565             | 58,73%             | 2                  | 46 045          | 40,76%          | 2               | 35            | 29     |
| Partia Najpierw Naród                         | 150 021                    | 1,26%                      | 0                          | 794 838                     | 6,52%                       | 3                           | 6 191              | 6,54%              | 0                  | –               | –               | –               | 3             |        |
| Partia Nowej Siły                             | 351 244                    | 2,94%                      | 3                          | 744 315                     | 6,10%                       | 2                           | –                  | –                  | –                  | –               | –               | –               | 5             | 5      |
| Nowa Partia                                   | 75 372                     | 0,63%                      | 0                          | 510 074                     | 4,18%                       | 0                           | –                  | –                  | –                  | –               | –               | –               | 0             |        |
| Partia Zielonych / Partia Socjaldemokratyczna | 203 658                    | 1,71%                      | 0                          | 308 106                     | 2,53%                       | 0                           | –                  | –                  | –                  | –               | –               | –               | 0             |        |
| Unia Solidarności Tajwanu                     | 97 765                     | 0,82%                      | 0                          | 305 675                     | 2,51%                       | 0                           | –                  | –                  | –                  | –               | –               | –               | 0             | 3      |
| Liga Wiary i Nadziei                          | 57 166                     | 0,48%                      | 0                          | 206 629                     | 1,69%                       | 0                           | –                  | –                  | –                  | 13 935          | 12,34%          | 0               | 0             |        |
| Minkuotang                                    | 194 372                    | 1,63%                      | 0                          | 197 627                     | 1,62%                       | 0                           | 1 808              | 1,91%              | 0                  | –               | –               | –               | 0             | 1      |
| Koalicja Wojska i Rządu                       | 15 91                      | 0,13%                      | 0                          | 87 213                      | 0,72%                       | 0                           | 1 16               | 1,23%              | 0                  | –               | –               | –               | 0             |        |
| Bezpartyjna Unia Solidarności                 | –                          | –                          | –                          | 77 672                      | 0,64%                       | 0                           | –                  | –                  | –                  | 27 69           | 24,51%          | 1               | 1             | 1      |
| Shu Dang                                      | 30 224                     | 0,25%                      | 0                          | 77 174                      | 0,63%                       | 0                           | –                  | –                  | –                  | –               | –               | –               | 0             |        |
| Partia Unionistyczna                          | 18 812                     | 0,16%                      | 0                          | 56 347                      | 0,46%                       | 0                           | –                  | –                  | –                  | –               | –               | –               | 0             |        |
| Sojusz Bezpłatna Opieka Zdrowotna             | 11 269                     | 0,09%                      | 0                          | 51 024                      | 0,42%                       | 0                           | 767                | 0,81%              | 0                  | –               | –               | –               | 0             |        |
| Partia Wolności na Tajwanie                   | 18 495                     | 0,15%                      | 0                          | 47 988                      | 0,39%                       | 0                           | –                  | –                  | –                  | –               | –               | –               | 0             |        |
| Hepingge lianmeng dang                        | 10 318                     | 0,09%                      | 0                          | 30 617                      | 0,25%                       | 0                           | –                  | –                  | –                  | –               | –               | –               | 0             |        |
| Partia Niepodległości                         | 7 313                      | 0,06%                      | 0                          | 27 496                      | 0,23%                       | 0                           | –                  | –                  | –                  | 496             | 0,44%           | 0               | 0             |        |
| Koalicja konstytucyjna                        | 13 518                     | 0,11%                      | 0                          | 15 442                      | 0,13%                       | 0                           | –                  | –                  | –                  | –               | –               | –               | 0             |        |
| Ludowy Front Demokratyczny                    | 7 403                      | 0,06%                      | 0                          | –                           | –                           | –                           | –                  | –                  | –                  | –               | –               | –               | 0             |        |
| Partia Pracy Tajwanu                          | 6 098                      | 0,05%                      | 0                          | –                           | –                           | –                           | –                  | –                  | –                  | –               | –               | –               | 0             |        |
| Partia Pracy                                  | 5 773                      | 0,05%                      | 0                          | –                           | –                           | –                           | –                  | –                  | –                  | –               | –               | –               | 0             |        |
| Zhonghuaminguo jichedang                      | 3 04                       | 0,03%                      | 0                          | –                           | –                           | –                           | –                  | –                  | –                  | –               | –               | –               | 0             |        |
| Taiwan weilai dang                            | 2 751                      | 0,02%                      | 0                          | –                           | –                           | –                           | –                  | –                  | –                  | –               | –               | –               | 0             |        |
| Fan meng dang                                 | 2 7                        | 0,02%                      | 0                          | –                           | –                           | –                           | –                  | –                  | –                  | –               | –               | –               | 0             |        |
| Zheng dang                                    | 1 946                      | 0,02%                      | 0                          | –                           | –                           | –                           | –                  | –                  | –                  | –               | –               | –               | 0             |        |
| Zheng dang                                    | 847                        | 0,01%                      | 0                          | –                           | –                           | –                           | –                  | –                  | –                  | –               | –               | –               | 0             |        |
| Zhongguo shengchan dang                       | –                          | –                          | –                          | –                           | –                           | –                           | –                  | –                  | –                  | 568             | 0,50%           | 0               | 0             |        |
| Taiwan di yi minzu dang                       | –                          | –                          | –                          | –                           | –                           | –                           | 567                | 0,60%              | 0                  | –               | –               | –               | 0             |        |
| Niezależni kandydaci                          | 649 371                    | 5,44%                      | 1                          | –                           | –                           | –                           | 11 497             | 12,15%             | 0                  | 7 573           | 6,70%           | 0               | 1             | 1      |
| Razem                                         | 11 941 091                 | 100,00%                    | 73                         | 12 195 462                  | 100,00%                     | 34                          | 94 607             | 1                  | 3                  | 112 965         | 1               | 3               | 113           |        |
| Źródło: CEC                                   |                            |                            |                            |                             |                             |                             |                    |                    |                    |                 |                 |                 |               |        |

     Demokratyczna Partia Postępowa
     Partia Nowej Siły
     Kuomintang
     Partia Najpierw Naród
     Bezpartyjna Unia Solidarności
     Niezrzeszeni
     Tsai Ing-wen
     Eric Chu
     James Soong
     Demokratyczna Partia Postępowa
     Kuomintang
     Partia Nowej Siły
     Niezależni kandydaci

### Prezydent i wiceprezydent
| Kandydat na prezydenta | Kandydat na wiceprezydenta | Głosy      | %      |
| ---------------------- | -------------------------- | ---------- | ------ |
| Tsai Ing-wen           | Chen Chien-jen             | 6 894 744  | 56.12% |
| Eric Chu               | Wang Ju-hsuan              | 3 813 365  | 31.04% |
| James Soong            | Hsu Hsin-ying              | 1 576 861  | 12.84% |
| Razem                  | Razem                      | 12 284 970 | 100%   |